# Straßenbahn New Orleans

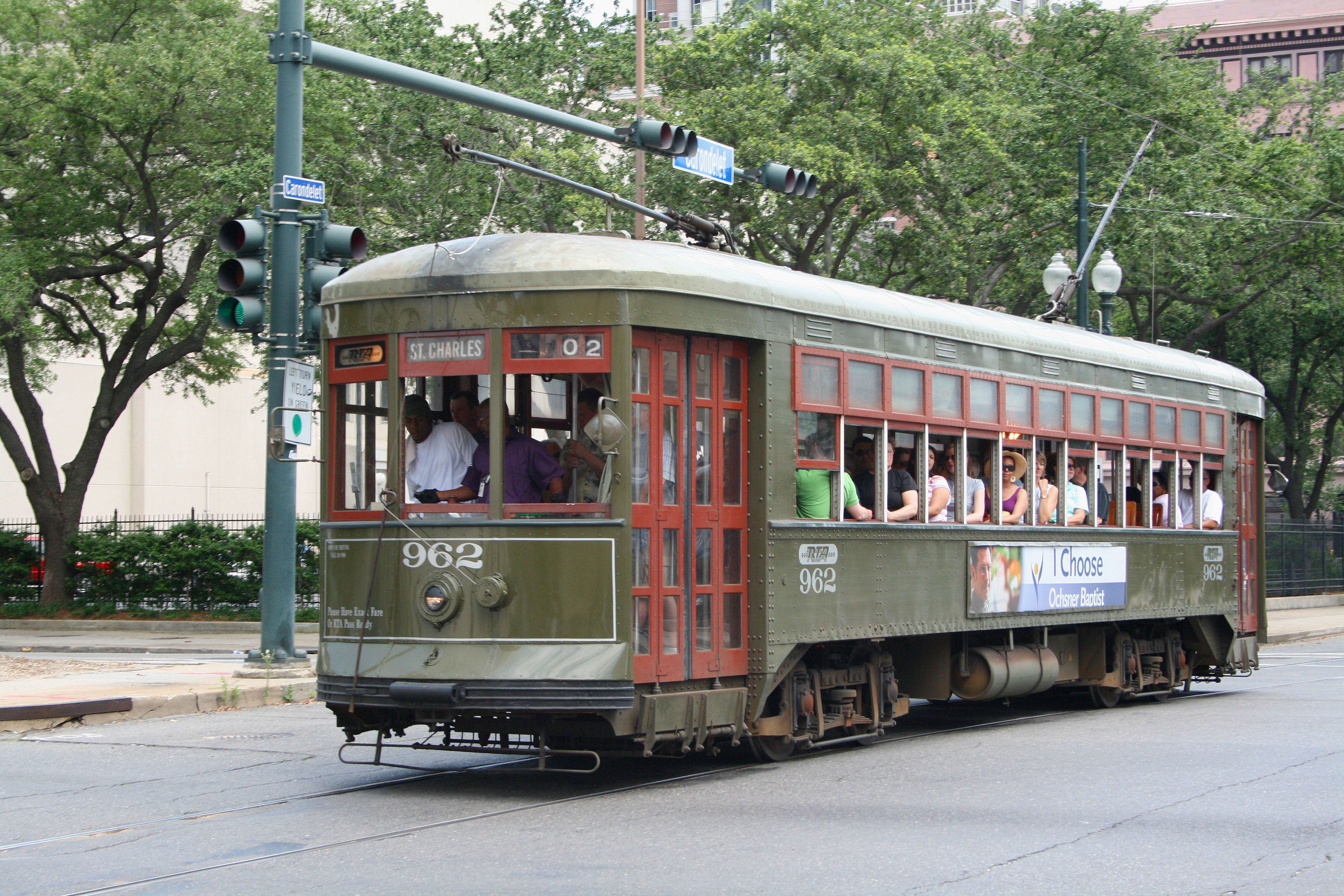
35 der derzeit fahrenden 66 Wagen wurden 1923/24 gebaut

Die Straßenbahn New Orleans (englisch New Orleans Streetcar) ist eine Straßenbahn, die seit 1835 in New Orleans im US-Bundesstaat Louisiana verkehrt. Sie wurde am 13. Januar 1835 als Pferdestraßenbahn eröffnet, 1893 elektrifiziert und ist die älteste der Welt, die kontinuierlich bis heute besteht. Betreiber ist seit 1983 die Regional Transit Authority New Orleans (RTA/NORTA).

## 1893 bis 1983

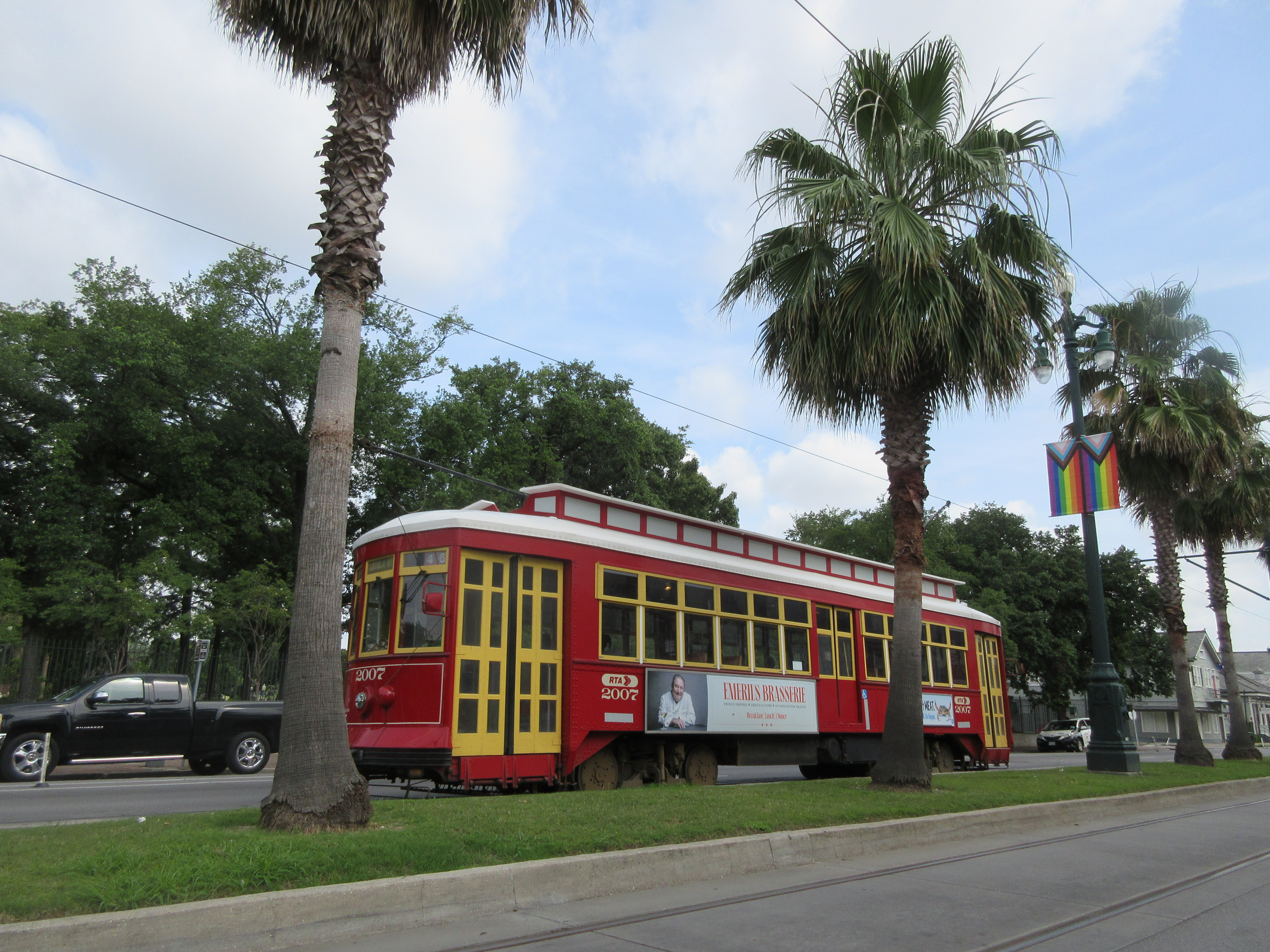
Straßenbahn in der Rampart Street, 2024

1893 eröffnete die St. Louis Car Company die erste elektrische Bahn. Bis in die 1920er Jahre wuchs das Netz bis auf eine Länge von über 300 Kilometern an. 1922 wurden alle Bahnen zur neu gegründeten New Orleans Public Service Inc., kurz NOPSI, zusammengefasst. Alle Linien erhielten bis 1929 die in der Stadt verwendete 1.587 mm-Breitspur.
Ab dieser Zeit wuchs die Konkurrenz der Busse. Das komplette Netz wurde bis auf ein 11 Kilometer langes Reststück eingestellt. Diese Strecke, die St. Charles Line (Nr. 12) blieb von der Schließung verschont, da sie vollständig auf einem eigenen Bahnkörper verläuft und den Individualverkehr nicht beeinträchtigt. Die 1861 angelegte Strecke in der Canal Street, zur Blütezeit die am stärksten befahrene, wurde 1964 stillgelegt.

## Erste neue Linie

Straßenbahnnetz New Orleans (schematisch, 2025)

Straßenbahnnetz New Orleans (geografisch), rot die 2013 eröffnete Loyola-Strecke ins French Quarter

Kurz nach der Gründung der NORTA wurde am Mississippi ein neues Einkaufszentrum (Riverwalk) errichtet. Pläne sahen vor, dieses unter anderem mittels einer Bahn an die Stadt anzuschließen. Am 14. August 1988 wurde die neue, eingleisige Strecke unter dem Namen Riverfront Line eröffnet, es  war die erste neue Straßenbahnlinie in der Stadt seit 1926. Da die Bahn Gleise der Eisenbahn benutzte, war sie im Gegensatz zur anderen Strecke normalspurig. Da mehr Fahrgäste die Bahn benutzten als erwartet, kam am 30. August 1990 ein zweites Gleis hinzu. Ab 1996 begann man die Bahn auf 1.587 mm umzuspuren. Am 6. September 1997 wurde der Betrieb mit der Normalspur eingestellt und am 13. Dezember 1997 die Breitspur in Betrieb genommen.
Mehr als die Hälfte des Wagenparks besteht aus 35 von ursprünglich 73 Triebwagen der 1923/1924 gebauten Serie 900. Mit dem Wechsel vom Schrumpfen zur Ausweitung des Netzes stieg der Bedarf an Rollmaterial. Die Neubauten sind nach dem Vorbild der Wagen aus den 1920er Jahren gestaltet, haben aber statt 52 nur 40 Sitzplätze. 1997 wurde sieben derartige Wagen beschafft, 1999 bis 2003 weitere 24.

## 21. Jahrhundert
Im Jahr 2002 erfüllte die Straßenbahn in New Orleans mit rund 20.000 Fahrgästen noch oder wieder eine wichtige Funktion im ÖPNV der Stadt.
2004 wurde die Strecke in der Canal Street wieder in Betrieb genommen, auf der heute die Linien 47 und 48 verkehren. Im selben Jahr wurde auch ein Verbindungsgleis fertiggestellt.
Nach den Verwüstungen durch den Hurrikan Katrina im August 2005 dauerte es bis Dezember 2006, dass auf einer Teilstrecke wieder die ersten Streetcars rollten. Die neueren Straßenbahnwagen mussten großenteils repariert werden, da sie bei steigendem Wasserstand an ungünstigeren Stellen abgestellt waren als die alten. Der Fahrzeugausrüster Brookville hatte 2003 den elektrischen Teil der in New Orleans gefertigten Neubauten geliefert und erneuerte nach den Überschwemmungen.
In der Loyola Avenue wurde 2013 eine neue Straßenbahnlinie eröffnet. 2016 wurde sie in die Rampart Street verlängert. 2018 wurde die Riverfront Line durch einen Hotelneubau unterbrochen. Der verbleibende Teil dieser Linie wurde 2024 mit der Loyola-Line zur Loyola-Riverfont Line (Linien-Nr. 49) verschmolzen.
2019 stürzte in der Rampart Street im French Quarter der Rohbau eines Hotel-Hochhauses ein. Infolge der erforderlichen Straßensperrung war der Straßenbahnbetrieb in dieser Straße fünf Jahre lang eingestellt und wurde nach Abriss der Ruine im Mai 2024 wieder aufgenommen, im November 2024 wegen einer beschädigten Lichtsignalanlage erneut eingestellt und am 1. Juni 2025 wieder aufgenommen.
Die Loyola-Riverfront Line wurde am 30. Mai 2025 aufgelöst. Am 1. Juni 2025 wurden die Riverfront Line (Linie 49) und Rampart-Loyola Line (Linie 46) wiederhergestellt und die zuletzt 2018 vorhandene Netzstruktur wiederhergestellt.

## New Orleans Regional Transit Authority
Die New Orleans Regional Transit Authority wurde 1979 gegründet und betreibt seit 1983 die Straßenbahn und das örtlichen Busverkehrsnetz.
Gegenwärtig  sind es 5 Straßenbahn- und 30 Buslinien.